# Paraxenisthmus cerberusi
Paraxenisthmus cerberusi är en fiskart som beskrevs av Richard Winterbottom och Gill 2006. Paraxenisthmus cerberusi ingår i släktet Paraxenisthmus och familjen Xenisthmidae. Inga underarter finns listade i Catalogue of Life.